# Văliug
Văliug (in tedesco Franzdorf) è un comune della Romania di 970 abitanti, ubicato nel distretto di Caraș-Severin, nella regione storica del Banato.
Il comune nacque attorno al 1790 (il primo documento che lo cita è del 1792) come colonia di lavoratori austriaci venuti ad occuparsi della produzione di carbone di legna destinato alle industrie siderurgiche di Reșița.